# Kekveus
Genre
Kekveus est un genre fossile d'Insectes coléoptères de la famille des Ptiliidae.

## Liste des espèces
Selon Paleobiology Database (18 janvier 2024) :
- †Kekveus brevisulcatus Li et al., 2023
- †Kekveus jason Yamamoto, Grebennikov & Takahashi, 2018

## Systématique
Le nom valide complet (avec auteur) de ce taxon est Kekveus Yamamoto (d), Grebennikov (d) & Takahashi (d), 2018,.

## Étymologie
Le nom générique, Kekveus, est une combinaison de lettres dénuée de sens.

## Publication originale
- (en) Yamamoto, Grebennikov & Takahashi, « Kekveus jason gen. et sp. nov. from Cretaceous Burmese amber: the first extinct genus and the oldest named featherwing beetle (Coleoptera: Ptiliidae: Discheramocephalini) », Cretaceous Research, vol. 90,‎ 2018, p. 412–418 (DOI 10.1016/j.cretres.2018.05.016)